# Efialtés (mytologie)
Efialtés (řecky Ἐφιάλτες, latinsky Ephialtes) je v řecké mytologii jeden z bratrů obrovitého vzrůstu. Spolu s bratrem Ótem jsou známi jako Alóeovci.
Jejich otcem byl buď Gigant Alóeus nebo bůh moří Poseidón, do něhož se zamilovala Ífimedeia. Oba hoši rostli nevídaným způsobem a ve svých devíti letech z nich byli obrovští obři. Věštba hochům určila, že je nemůže zabít ani člověk ani bůh. Byli proto sebevědomí, vědomi si své síly i neohroženosti.
Přišli na myšlenku postavit se samotnému Olympu, který chtěli zničit. Navíc si umínili pokořit bohyně Héru a Artemis. Nejprve však přemohli boha války Área, což se jim podařilo, a bůh byl třináct měsíců uvězněný, dokud jej neosvobodil bůh Hermés.
Poté se pokusili zničit Olymp, vrhali celé hory do moře, vršili jednu horu na druhou. Zkázu však nedokončili. Podle jedné verze je zabil svým šípem bůh Apollón, podle druhé se zjevila bohyně Artemis v podobě bílé laně, bleskurychle proběhla mezi nimi, a když po ní oba vystřelili svůj šíp, smrtelně zasáhli jeden druhého.
Jelikož byli ve svém krátkém životě nerozlučně spojeni, jejich společný osud je podrobněji vylíčen v článku Alóeovci, jak byla tato dvojice nazývána.

## Odraz v umění
Nejznámější vyobrazení Alóeovců je na Diově oltáři v Pergamském muzeu v Berlíně (z let 180 - 160 př. n. l.). Zvláště dobře je zobrazen Ótos v boji s Artemidou.